# Alfè Var
Alfè Var (en llatí Alfenus Varus o Alfenius) va ser un militar romà possible descendent del jurista Publi Alfè Var.
Va servir com a prefecte del general Fabi Valent quan aquest, aixecat en favor de Vitel·li, va anar de Germània a Itàlia. Va lluitar a la decisiva primera batalla de Bedríacum que va assegurar l'Imperi a Vitel·li. Quan el general Cecina es va passar a Vespasià, Vitel·li el va nomenar prefecte del pretori en lloc de Publi Sabí, amic de Cecina.
Després de la derrota de les forces de Vitel·li al Setge de Cremona, va ser enviat per l'emperador amb algunes tropes a defensar els passos dels Apenins, però quan es van presentar les tropes lleials a Vespasià els soldats van desertar en gran part i va haver de tornar a Roma. Va sobreviure a la caiguda del seu cap.